# Multitraitement asymétrique
Pour les articles homonymes, voir AMS et AMP.
On parle de multitraitement asymétrique (en anglais, asymmetric multiprocessing ou AMP ou ASMP) dans le cas d'une architecture multiprocesseur où tous les processeurs ne sont pas traités de la même façon par le système d'exploitation. Par exemple, certains périphériques ou certains processus du système d'exploitation peuvent être attachés exclusivement à un processeur particulier.
Cela est souvent utilisé pour permettre un traitement différent par type de processus : ceux requérant une utilisation minimale en énergie utilisent des cœurs efficients, tandis que ceux avec lesquels un utilisateur interagit s'exécutent en priorité sur des performants. Courant dans les processeurs ARM avec l'architecture big.LITTLE, il est rare dans les processeurs X86[réf. nécessaire].